# Michelangelo Cauz
Michelangelo Cauz (né le 24 août 1970 à Orsago, dans la province de Trévise en Vénétie) est coureur cycliste italien des années 1990.

## Palmarès
- 1987
  - 3e du Trofeo Guido Dorigo
- 1994
  - Giro del Piave
  - 2e du Gran Premio della Liberazione
- 1995
  - 12e étape du Baby Giro
  - 1re, 3e et 12e étapes de la Ruta Mexico
  - 2e de Vicence-Bionde

## Résultats sur les grands tours

### Tour d'Italie
1 participation
- 1997 : 109e